# Exit Through the Gift Shop
Exit Through the Gift Shop es una película británica-estadounidense documental de 2010 dirigida por Banksy, famoso artista callejero, en su debut cinematográfico. El documental causó controversia y entabló un debate acerca de la fiabilidad genuina de los hechos grabados y también sobre su género estricto, ya que algunos críticos argumentaron que el film debería describirse y clasificarse como un falso documental ("mockumentary" en inglés).

## Sinopsis
El documental tiene como protagonista a Thierry Guetta, un inmigrante francés radicado en la ciudad de Los Ángeles que posee una afición extraordinaria por el arte pictórico callejero. La película muestra las constantes y distintas documentaciones que Guetta realiza a lo largo de la historia. Allí, Guetta intentará desde encontrar una oportunidad para encontrarse con su primo, el artista urbano apodado "Invader" hasta su introducción como participante entremedio de las distintas obras de los artistas callejeros a los que admira, como Shepard Fairey o Banksy, director del documental que posee una participación fundamental en el filme. El anonimato de Banksy en la película es preservado mediante la presencia de planos oscuros que no develan su rostro (casi siempre cubierto con una capucha), y la alteración intencional de su voz.

## Recepción de la crítica
La película posee un 96% de aceptación en el sitio Rotten Tomatoes basado en 104 comentarios, mientras que en Metacritic su aprobación llega al 85%, sobre 30 comentarios.
Roger Ebert del Chicago Sun Times calificó a la película con un 3.5 (sobre cuatro) y expresó: "la especulación generalizada de que Exit Through the Gift Shop es un engaño sólo añade al mismo fascinación."
Owen Glebeirman de Entertainment Weekly expresó: "es una sala de espejos extraordinaria, que mira que es lo que sucede cuando la fama artística global se convierte en anónima, los artistas en objetos, y los fanáticos en artistas."
Mientras, Shawn Levy de Portland Oregonian opinó que la cinta es "enigmática, desviante y sorprendente".

## Premios
Oscar
| Año  | Categoría                 | Persona                   | Resultado |
| ---- | ------------------------- | ------------------------- | --------- |
| 2011 | Mejor película documental | Mejor película documental | Candidata |

Premios BAFTA
| Año  | Categoría                                             | Persona | Resultado |
| ---- | ----------------------------------------------------- | ------- | --------- |
| 2011 | Mejor director, guionista o productor británico novel | Banksy  | Candidato |

Independent Spirit Awards
| Año  | Categoría                 | Persona                   | Resultado |
| ---- | ------------------------- | ------------------------- | --------- |
| 2011 | Mejor película documental | Mejor película documental | Ganadora  |